# Julius Parow
Julius Parow (* 6. April 1901; † 1985) war ein deutscher Mediziner.

## Leben
Nach dem Studium in Greifswald, Leipzig und Oslo arbeitete er zunächst als praktischer Arzt in Svolvær/Norwegen. Das deutsche Staatsexamen und die Approbation erlangte er in Greifswald. 1932 promovierte Parow mit der Arbeit Über einen Fall von Plasmocythom des Knochenmarks: Zugleich ein Beitrag zur Klinik und Pathologie des Myeloms. Nach 1947 arbeitete er an einem Kindersanatorium für Bronchialasthma an der Ostsee in Koserow, bis 1954 war er Leiter des für ihn eingerichteten Instituts für „Funktionelle Atmungstherapie“ der Krankenversicherungsanstalt Berlin West. Seit 1954 war er im Schwarzwald selbstständig tätig. Seit 1935 führte er privatwissenschaftliche Forschungen über die funktional-anatomischen Grundlagen der Atmung durch. Daraus entwickelte er ein Therapieprogramm zur Wiederherstellung und Verbesserung der Atmung. Er veröffentlichte Werke über die Atmung und seine Definition der Normalatmung.
Nach seinem Tod gründete seine Schülerin Margot Scheufele-Osenberg (1913–2005) 1988 auf seinen Wunsch hin ein Lehrinstitut für Weiterbildung in der Funktionellen Atmungstherapie in Düsseldorf. Dieses Institut wird seit Oktober 2003 unter dem Namen „atemart“ von Ruth Brüne und Christiane Kumetat in Osnabrück weitergeführt.

## Werke
- Die Heilung der kranken Atmung bei Asthma, Lungenerweiterung, chron. Bronchitis u. ä. Anl. z. Selbstbehandlung : Übungstechnik, Korrektur u. Kräftigung d. Atmung bei Kreislauferkrankungen, Schwangerschaft, Sport, Stimme u. a., Hinterzarten 1953 (Selbstverlag)
- Funktionelle Atmungstherapie, Stuttgart 1953, 5 Auflagen
- Die Heilung der Atmung, Stuttgart 1966, 3 Auflagen
- Atemfibel, Stuttgart 1967, 5 Auflagen
- Funktionelle Stimmschulung : Organische Grundlagen des gesunden Tones, Stuttgart 1967, 2 Auflagen
- Azbuka dychanija, Minsk 1988 (Atemfibel russisch)